# Armudagh
Armudagh (perski: ارموداق) – wieś w północnym Iranie, w Azerbejdżanie Wschodnim. W 2006 roku miejscowość liczyła 943 mieszkańców w 204 rodzinach.